# Annie (Vorname)
Annie ist ein weiblicher Vorname.

## Herkunft
Der Name ist eine Verkleinerungsform von Anne.

## Bekannte Namensträgerinnen
- Annie (* 1977), norwegische Sängerin
- Annie, Künstlername der deutschen Moderatorin Andrea Sparmann (* 1981)

### A – K
- Annie Besant (1847–1933), britische Theosophin, Freidenkerin, Freimaurerin, Frauenrechtlerin, Journalistin, Schriftstellerin und Politikerin
- Annie Borckink (* 1951), niederländische Eisschnellläuferin
- Annie Jump Cannon (1863–1941), US-amerikanische Astronomin
- Annie Challan (* 1940), französische Musikerin
- Annie Chapman (1841–1888), das zweite Opfer des Serienmörders Jack the Ripper
- Annie Clark (* 1982), bekannt als St. Vincent, US-amerikanische Sängerin und Songwriterin
- Annie Sophie Cory (1868–1952), englische Schriftstellerin
- Annie Dirkens (1870–1942), Operettensängerin
- Annie Duke (* 1965), US-amerikanische professionelle Pokerspielerin
- Annie Winifred Ellerman (1894–1983), unter dem Pseudonym Bryher bekannt gewordene britische Schriftstellerin
- Annie Famose (* 1944), französische Skirennläuferin
- Annie Adams Fields (1834–1915), US-amerikanische Schriftstellerin
- Annie Francé-Harrar (1886–1971), österreichische Schriftstellerin und Naturforscherin
- Annie Funk (1874–1912), US-amerikanische Missionarin
- Annie Gallup, US-amerikanische Folksängerin, Gitarristin und Songwriterin
- Annie Girardot (1931–2011), französische Schauspielerin
- Annie Goetzinger (1951–2017), französische Comiczeichnerin und -autorin
- Annie Golden (* 1951), US-amerikanische Schauspielerin, Sängerin und Komponistin
- Annie Haslam (* 1947), englische Rocksängerin und Texterin
- Annie Elizabeth Fredericka Horniman (1860–1937), britische Theaterleiterin und Okkultistin
- Annie Kienast (1897–1984), Hamburger Politikerin und Mitglied der Hamburgischen Bürgerschaft

### L – Z
- Annie Leibovitz (* 1949), US-amerikanische Fotografin
- Annie Lenk (* 1976), deutsche Kostümbildnerin
- Annie Lennox (* 1954), schottische Sängerin und Songwriterin
- Annie Leuch-Reineck (1880–1978), schweizerische Mathematikerin und Frauenrechtlerin
- Annie Londonderry (1870/71–1947),  erste Frau, die mit einem Fahrrad um die Welt fuhr
- Annie Markart (1907–1991), deutsche Schauspielerin
- Annie Maunder (1868–1947), britische Astronomin und Mathematikerin
- Annie Moore (1874–1924), Irin, die als erste Immigrantin über die zentrale Sammelstelle auf Ellis Island in die USA einwanderte
- Annie Nightingale (1940–2024), Englands erster weiblicher Radio-DJ
- Annie Oakley (1860–1926), US-amerikanische Kunstschützin
- Annie Palmen (1926–2000), niederländische Sängerin
- Annie Potts (* 1952), US-amerikanische Schauspielerin
- Edna Annie Proulx (* 1935), kanadisch-US-amerikanische Schriftstellerin und Journalistin
- Annie Rosar (1888–1963), österreichische Theater- und Film-Schauspielerin
- Annie Ross (1930–2020), britische Jazzsängerin und Schauspielerin
- Annie M. G. Schmidt (1911–1995), niederländische Schriftstellerin und Journalistin
- Annie Schmidt-Endres (1903–1977), deutsche Schriftstellerin
- Annie Smith Peck (1850–1935), US-amerikanische Bergsteigerin
- Annie Sprinkle (* 1954), US-amerikanische Prostituierte, Stripperin, Pornodarstellerin und Fernsehmoderatorin
- Annie Taylor (1838–1921), US-amerikanische Lehrerin, die 1901 als erste Person die Befahrung der Niagarafälle in einem Fass überlebt hatte
- Annie Wersching (1977–2023), US-amerikanische Schauspielerin
- Annie Whitehead (* 1955), britische Jazzposaunistin

## Sonstige
- Annie Get Your Gun, Musical aus dem Jahre 1946 von Irving Berlin
- Annie Hall, Titelfigur (im englischen Original) des US-amerikanischen Kinofilms Der Stadtneurotiker von und mit Woody Allen aus dem Jahre 1977